# Anneliese Dörck
Anneliese Dörck (* 25. April 1934 in Berlin; † 2007) war eine deutsche Grafikerin, Karikaturistin und Cartoonistin.

## Leben und Werk
Anneliese Dörck studierte an der Fachschule für Angewandte Kunst in Berlin-Schöneweide, insbesondere Gebrauchsgrafik/Entwurf bei Gregor Krauskopf, Grafische Techniken bei Heinrich Ilgenfritz und Aktzeichnen bei Otto Bertl. Danach arbeitete sie freischaffend in Berlin und dann in Zeuthen. Sie war von 1972 bis 1990 Mitglied des Verbands Bildender Künstler der DDR. Studienreisen führten sie u. a. in verschiedene Gebiete der UdSSR, nach Bulgarien, Ungarn und in die CSSR und nach der deutschen Wiedervereinigung nach Kreta, in die Schweiz, nach Italien und in die Westtürkei. Sie hatte vor allem mit ihren Cartoons und Karikaturen im In- und Ausland eine bedeutende Zahl von Einzelausstellungen und Ausstellungsbeteiligungen, in der DDR u. a. von 1977 bis 1988 an der VIII. bis X. Kunstausstellung der DDR in Dresden. Auf der X. Ausstellung wurde ihre Plastische Karikatur (Plastikatur) Kronkorkenhelm gezeigt. Für den Kabarett-Preis Eddi schuf sie 1981 die Plastikatur des Eddi.

## Öffentliche Sammlungen mit Werken Anneliese Dörcks (unvollständig)
- Chemnitz: Kunstsammlung der Wismut GmbH, Chemnitz
- Greiz: Satiricum
- Bonn: Haus der Geschichte der Bundesrepublik Deutschland[3]

## Arbeiten in der Kunstsammlung der Wismut GmbH
- Kirschzweig (Radierung)[4]
- Möwen (Radierung)[5]
- Blumenstrauß (Radierung)[6]